# 叉尾长蝽属
叉尾长蝽属（学名：Stenophyella）为束长蝽科的一个属。

## 下属物种
本属包括以下物种：
- 叉尾长蝽 Stenophyella macreta Horvath, 1914